# Morrison Avenue-Soundview
Morrison Avenue-Soundview è una fermata della metropolitana di New York, situata sulla linea IRT Pelham. Nel 2015 è stata utilizzata da 2 097 203 passeggeri. È servita dalla linea 6 Lexington Avenue/Pelham Local, sempre attiva.